# Casa de los Diputados del Reino de Aragón
La casa de los Diputados del Reino de Aragón fue un palacio renacentista del siglo XVI ubicado en Zaragoza y destruido en la década de 1930. Su principal función fue servir como casa de hospedaje a los diputados de la Diputación del General del Reino de Aragón no originarios de Zaragoza, dado que una vez elegidos anualmente, tenían obligación de residir en la capital.

## Ubicación

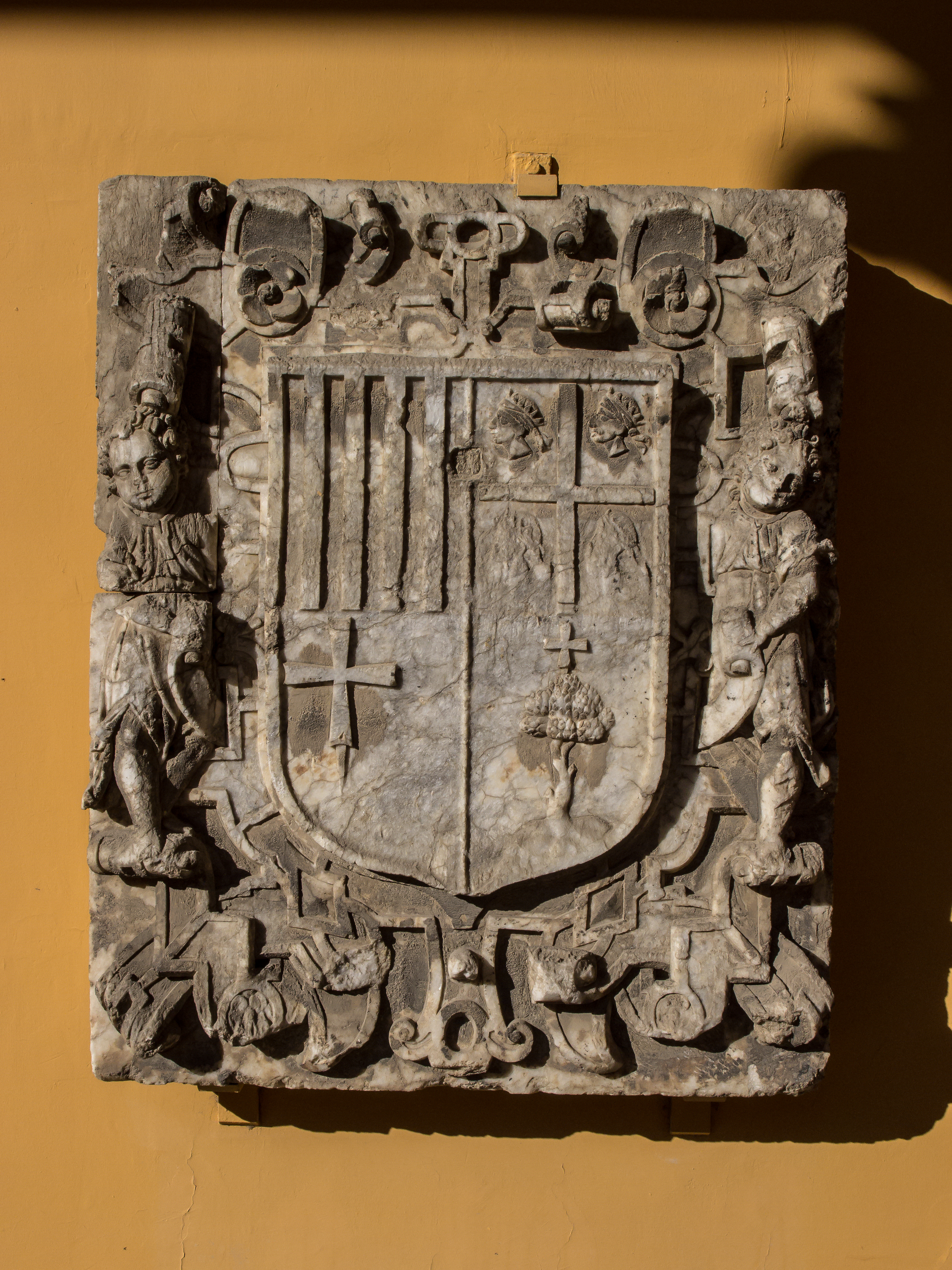
Escudo de Aragón ubicado en la portada del palacio. Conservado en el Museo de Zaragoza.

El palacio estuvo situada en el barrio de la Seo, concretamente en la antigua plaza de Clariana, frente al todavía en pie palacio de los marqueses de Lazán o Palafox, dado que en esta zona se concentraban los principales edificios políticos y religiosos de la ciudad: la propia catedral y el palacio de la Diputación del Reino, entre numerosos palacios residenciales de importantes familias del reino.
La mencionada plaza se situada próxima a la plaza de Liñán. En 1495 cambió de nombre a plaza de Juan de Albión, siendo renombrada más tarde como del General Nuevo y finalmente en el siglo XVIII como plaza del Reino y de la Aduana Vieja.

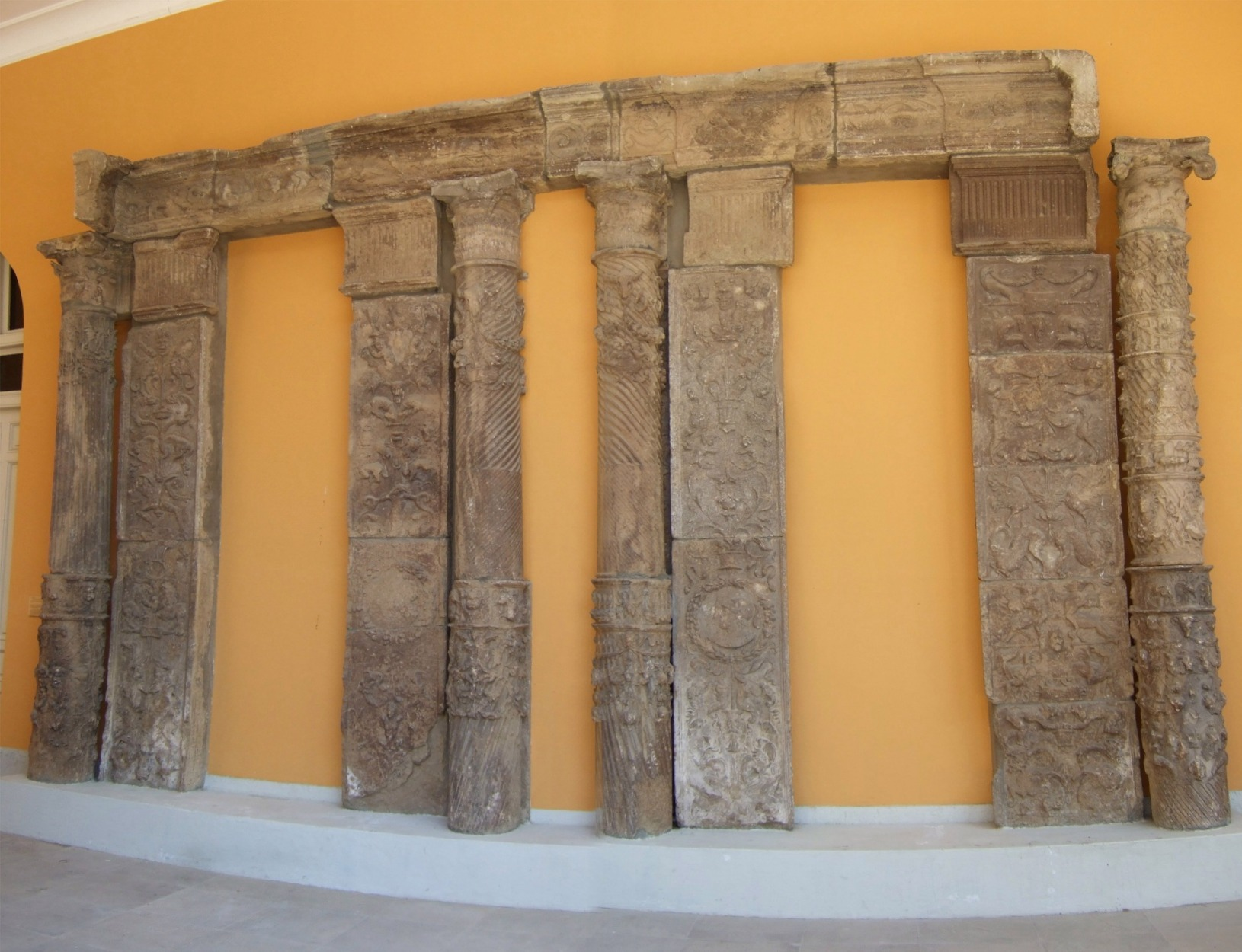
Restos de las columnas, pilatras y arquitrabe del patio conservados en el Museo de Zaragoza.

## Historia
En 1707 quedaron abolidas las institucionales del Reino de Aragón a causa de los Decretos de Nueva Planta de Felipe V, por lo que el edificio abandonó su función hasta el momento. Pasó a depender del Baile de Aragón y en el siglo XIX era propiedad del Ayuntamiento de Zaragoza, ubicándose en la Aduana, por lo que también se le conoció como la “Aduana Vieja”. 
El palacio inicialmente fue propiedad de  Nicolás Escorihuela, habiendo sido construido hacia 1539 por Marcos de Mañaría y decorado por Rene Trayamus. En 1590 la Diputación del Reino adquirió el palacio para servir como alojamiento a aquellos diputados aragoneses que no tenían su residencia en la ciudad de Zaragoza.
El palacio fue declarado en ruina y derribado parcialmente hacia 1864. Desapareció por completo hacia 1939, al reordenar urbanísticamente toda esta área para abrir la calle San Vicente de Paúl. Sobre su solar se erigió el Grupo Escolar Marcelino López Ornat, que actualmente alberga el conservatorio profesional de música de Zaragoza.

## Restos y fotografías
A pesar de su completa demolición se conservan en el Museo de Zaragoza cuatro columnas, cuatro pilastras y algunos fragmentos del arquitrabe del patio, en alabastro profusamente decorado, así como el escudo con las armas del Reino de Aragón que culminaba la portada principal. También han llegado hasta nuestros días diversas fotografías y dibujos que ser conservan en el Archivo Histórico Municipal del Ayuntamiento de Zaragoza y en el Museo Lázaro Galdiano de Madrid.